# Orientation scolaire et professionnelle
Pour les articles homonymes, voir Orientation.
L’orientation scolaire et professionnelle ou orientation professionnelle, universitaire et de carrière consiste à proposer à une personne en âge de scolarité et même aux adultes (obligatoire ou post-obligatoire, voire permanente ou continue) les différentes filières dans lesquelles elle pourrait s’insérer en fonction de ses intérêts, de son parcours scolaire antérieur, et de sa personnalité.
Les différents paramètres qui entrent en ligne de compte peuvent le cas échéant être déterminés grâce à des tests psychométriques, des questionnaires d'intérêts ou encore des tests projectifs.

## Cadre général
Les méthodes d'orientation sont très diverses et doivent reposer avant tout sur la liberté de choix de la personne. Il existe des associations permettant à des étudiants de découvrir des voies auxquelles ils n'auraient peut-être pas pensé
L'orientation peut aussi consister en un service offert, depuis le collège jusqu'à l'enseignement supérieur, par des conseillers en orientation (dans la plupart des cas, ce sont des psychologues) dépendant du service public ou par des conseillers indépendants. Lorsque le service est proposé par des indépendants, il est habituellement payant.
Les filières de travail proposées doivent être en corrélation directe avec le choix professionnel de la personne qui consulte. La détermination de cette corrélation ne peut se faire que dans le cadre d'un entretien structuré, conduit par un conseiller professionnel (psychologue en règle générale, mais pas obligatoirement).
C’est à cette seule condition que la personne qui consulte se voit donner des conseils avertis et pertinents qui peuvent, sous réserve qu'elle y investisse suffisamment de temps et d'énergie, la mener au terme de son objectif.
L'orientation scolaire et professionnelle répond à un besoin important étant donné la complexité croissante du monde du travail.

## Histoire générale
Longue est la période où les enfants font le métier de leurs parents, où les choses sont simples et l'orientation une succession... L'évolution économique conduit à la création de nouveaux métiers, de nouveaux savoirs. La division des tâches, la bureaucratie induite par la confiscation des savoir-faire créent de nouveaux métiers. Personne n'est préparé à cette évolution mais de nouveaux savoirs et de nouvelles pratiques vont émerger pour y faire face. L'enquête du sociologue Georges Felouzis sur les orientations scolaires montre que cependant que l'auto-appropriation des stéréotypes filles-garçons influe fortement sur les orientations scolaires vers ces nouveaux métiers.

## En France

### Histoire
Des personnalités comme Édouard Toulouse, Alfred Binet et Henri Piéron sont à la frontière entre science psychologique et engagement éducatif ; la vertu socialiste est un bon mélange des sciences à la mode : psychologie, physiologie et médecine.
Avec l'essor du capitalisme, le développement du taylorisme puis du fordisme, la demande sociale conduit à une image adéquationiste de l'orientation : d'un côté, des psychologues travaillent sur la mesure en psychologie (QI, personnalité, attitudes, valeurs, personnalité), d'un autre, les transformations sociales et économiques nécessitent l'apport de main d'œuvre utile, donc qualifiée. En 1909, il existe par exemple, environ 900 CAP différents.
En Europe, le mouvement d'orientation est essentiellement français : il est très fortement engagé dans la psychométrie qui est alors à la fois une "science bourgeoise" (the good man in the good place) et une "science du peuple" (la qualité du travailleur est mesurable scientifiquement et cette qualité est une œuvre éducative). C'est l'époque adéquationiste de l'orientation.
D'un côté des besoins sociaux, de l'autre des désirs individuels : de là se créent des tensions portées par le mouvement communiste alors très prégnant dans l'orientation (la plupart des conseillers sont alors communistes).
L'orientation scolaire et professionnelle abandonna son aspect prescriptif pour devenir une orientation descriptive.
De psychologues experts capables de prédire un avenir professionnel, les conseillers d'orientation devinrent les gestionnaires d'un système d'affectation des élèves, de gestion des flux. Enfin, l'éducation à l'orientation transforma les conseillers en pédagogues d'une matière impensable à être enseignée : le devenir des enfants ! L'histoire de l'orientation est un élément majeur dans la construction de l'identité professionnelle des conseillers d'orientation.
Actuellement, le mouvement de l'orientation se revendique le plus souvent de la psychologie. Mais, en son sein diverses approches souvent conflictuelles coexistent. Le présupposé innéiste implicite de la psychométrie se heurte au choix d'une démarche clinique, issue de la psychanalyse, visant la singularité d'un sujet face aux contraintes de sa situation.
Pour certains, inspirés d'une clinique rogérienne, il est question de tenir conseil avec le « client » sur ce qu'il veut et de l'aider à construire son avenir. D'autres préféreront à cette approche clinique d'origine anglo-saxonne des références théoriques et des valeurs issues de la tradition psychanalytique française. Il ne s'agit pas pour autant de promouvoir une approche psychopathologique, contrairement à ce qui est souvent cru, mais d'aider un sujet à retrouver sa propre responsabilité. Le conflit intrapsychique et l'analyse de la demande viennent ainsi au premier plan. L'information arrive alors de surcroît.
Aujourd'hui, l'orientation scolaire et professionnelle découle de cette dimension psychologique. Ce qui ne rend pas simple l'exercice du métier de conseiller d'orientation-psychologue dans un cadre scolaire où la référence pédagogique, ici l'éducation à l'orientation, est, par nature, la conception dominante de l'abord de toute problématique des jeunes scolarisés. En France (2010), les restructurations en cours du service public en général, de l'éducation nationale en particulier, contribuent à donner un ton polémique à toute discussion sur l'orientation. Mais l'histoire de l'orientation, d'à peine un siècle, reste riche d'expériences, d'avancées souvent et d'impasses parfois, dans ce qui semble une impossible synthèse des intérêts économiques et des intérêts individuels.
..

### Statut et formation despsychologues de l'Éducation nationale
Depuis 1991, les conseillers d'orientation sont devenus des psychologues. En 2017, un nouveau corps de psychologues de l'Éducation nationale (Psy-EN) a été constitué pour regrouper le corps des conseillers d'orientation-psychologues avec les psychologues scolaires (spécialistes du premier degré et des difficultés d'apprentissage). La formation se fait en deux ans pour des personnes titulaires au minimum d'une licence en psychologie (toutes spécialités) et ayant réussi le concours d'entrée organisé par l'Éducation nationale. Elle se déroule dans quatre établissements d'enseignement supérieur : les universités d'Aix-Marseille 1, Lille 3 et Rennes 2 et au Conservatoire national des arts et métiers - Cnam à Paris au sein de l'Institut national d'étude du travail et d'orientation professionnelle - Inetop. Les deux spécialités sont conservées, et les personnels chargés de l'orientation relèvent de la spécialité « éducation, développement et conseil en orientation scolaire et professionnelle ».
La formation comporte des cours de psychologie (de l'orientation, de l'adolescent, pathologique...), de sociologie, d'économie, de statistiques et de pratiques, avec des stages en entreprise et en centre d'information et d'orientation (CIO).
À l'issue de ces deux années de formation, le stagiaire passe un examen qui lui confère le diplôme d'État de psychologue de l'Éducation nationale et il est nommé dans un Centre d'information et d'orientation.

### L'entretien d'orientation
L'entretien d'orientation est au cœur de la pratique des psychologues de l'orientation. Qu'il recoure ou pas à des médiations comme les questionnaires d'intérêts, il vise à aider le consultant à définir son projet en fonction de son désir propre et du réel de ses capacités et de ses opportunités d'études. Cherchant à définir sa place dans la société, le consultant est amené à confronter la logique des places et celle de sa subjectivité. Plusieurs techniques d'entretien coexistent dans le milieu de l'orientation, mais l'approche reste le plus souvent clinique, c'est-à-dire prenant en compte le sujet dans sa globalité et dans le concret de sa situation hic et nunc.

### Les logiciels d'aide à l'orientation (LAO)
Il existe des logiciels d'aide à l'orientation qui peuvent aider un élève dans ses choix d'orientation en le menant vers une réflexion sur ses goûts et capacités mais aussi sur ses connaissances de l'environnement socio-économique et des formations.
Originellement, il s'agissait de tests dits « papier-crayon » convertis en un format numérique. Par la suite, ils ont connu un développement propre lié aux possibilités de l'outil informatique.
Ils sont généralement proposés par l'éducation nationale et utilisables dans les CDI des établissements scolaires ou dans les CIO. Ces logiciels peuvent aider un élève dans ses choix d'orientation ou l'orienter vers des domaines précis mais ne peuvent en aucun cas choisir à sa place. Certains de ces logiciels peuvent être utilisés lors de séances de travail en classe entière ou en demi-groupe.
Leur utilisation correcte suppose le plus souvent un accompagnement et un travail de restitution auprès de leurs usagers. Par exemple, certains tests d'orientations métiers proposent des questionnaires psychologique qui attribuent à chaque utilisateur ses spécificités afin de proposer ensuite les métiers les plus adaptés au profil.

### Les principaux paliers d'orientation du système éducatif français

#### Après la troisième
L'orientation après la 3e est souvent le moment où le « choix » semble le plus important car le système cesse alors, pour la première fois, de porter tous les élèves dans un même sens.
On constate qu'une majorité d'élèves « choisissent » une seconde générale ou technologique tandis que le « choix » de la voie professionnelle est souvent un « choix par défaut », dû à la mauvaise image de la voie professionnelle qui tend parfois même à une péjoration de certaines branches. Il peut exister une certaine disparité entre les collèges concernant l'orientation des élèves après la 3e, en raison notamment des différences sociologiques de leurs publics.

#### Après la seconde générale
La seconde générale et technologique est essentiellement constituée par un tronc commun, complété d'enseignements exploratoires à choisir, et d'un accompagnement personnalisé. Le choix de la série du baccalauréat (scientifique, économique et social, littéraire, technologique) se fait en fin de seconde; le plus souvent en fonction des résultats scolaires, parfois par l'expression d'une réelle préférence pour les enseignements économiques ou littéraires.

#### Après une terminale générale ou technologique
Le site de l'ONISEP présente la diversité des voies envisageables après un baccalauréat général ou technologique. Il existe quatre grandes possibilités: soit une école spécialisée (architecture, paramédicale, artistique, etc.), soit une formation technologique de l'enseignement supérieur (BTS, DUT), soit une classe préparatoire aux grandes écoles, ou encore une licence universitaire.
Ce choix dépend de la série du baccalauréat obtenu (scientifique, économique et social, littéraire, technologique), du niveau scolaire lorsque l'entrée est sélective, et de contraintes économique, sociologique, de genre et géographique.

#### Réorientations précoces
En mars 2025, le Céreq (Centre d'études et de recherches sur les qualifications) publie une étude qui révèle l'ampleur des réorientations professionnelles chez les jeunes actifs, appelées "réorientations précoces". Selon cette étude dont les résultats sont issus de l'enquête Génération auprès des sortants 2017 du système éducatif, 24 % des jeunes ayant terminé leurs études en 2017 ont engagé des démarches de réorientation professionnelle entre 2020 et 2023. Si les jeunes confrontés à des difficultés d’insertion sont particulièrement concernés, la non-concordance de l’emploi avec la formation et l’absence d’épanouissement professionnel constituent aussi des motivations importantes du changement.  Parmi les motifs de réorientation les plus fréquents, on retrouve l’attirance pour un autre domaine professionnel (84 %), la volonté de donner davantage de sens à son travail (77 %), de mieux concilier vies professionnelle et personnelle, et d’améliorer ses conditions de travail (67 % dans les deux cas). Par ailleurs, 58 % des jeunes expriment aussi le désir d’augmenter leur rémunération.

#### Décision d'orientation
Le conseil de classe étudie les demandes formulées par les famille. Il émet alors des « propositions » d’orientation. Si ces propositions sont en accord avec les demandes de la famille, le chef d’établissement prend ladécision d'orientation. En cas de désaccord avec les parents, le chef d’établissement prend la décision d’orientation.

#### Contestation
Les étapes de la procédure d’appel de la décision d’orientation sont fixées par les articles D. 331-34 et D. 331-35 du code de l’éducation pour le public et aux articles D331-46 à D331-61 pour les établissements d'enseignement privé. Dans le public, l’élève ou ses parents doivent respecter le délai d’appel de trois jours.
En effet, en cas de refus par les parents de la décision prise par la commission d’appel, les parents peuvent demander le maintien dans le niveau de classe d’origine. Il est également possible de saisir les tribunaux pour contester cette décision.
S'agissant d’un enfant en matière de handicap, le contentieux est partagé entre juge administratif et judiciaire, les décisions d’orientation prises par la MDPH relevant du tribunal judiciaire, celles des établissements relevant des juges administratifs.

## Au Maroc

### Formation des conseillers d'orientation scolaire et professionnelle
Le centre d'orientation et planification de l'éducation assure la formation initiale 
et la formation continue des cadres de l'orientation scolaire et professionnelle et les cadres de la planification de l'éducation. Ce centre réalise aussi des recherches et des études concernant les domaines de l'orientation et la planification.
La formation renferme deux cycles :

#### Cycle des conseillers en orientation de l'éducation
La formation est ouverte sur concours pour les enseignants titulaires qui ont une ancienneté de quatre ans d'exercice en tant qu'enseignant de 2e cycle collégial, la durée de formation est deux années, elle se base principalement sur des modules de psychologie, psychométrie, psychologie de l’enfant et de l’adolescent, psychologie sociale, statistiques, d'économie et de méthodologies de recherches.
La formation est clôturée par la soutenance de mémoire de recherche de fin d'études.
Les mémoires de recherche s’inscrivent dans l’une des thématiques de la formation.
Au Maroc le conseiller d'orientation scolaire n’a pas le titre de psychologue.

#### Cycle des inspecteurs en orientation de l'éducation
L’accès au cycle des inspecteurs d'orientation est ouvert sur concours pour les conseillers d'orientation ou de planification ayant quatre ans d'ancienneté.
La formation dans la première année est basée sur la psychologie, la psychométrie, les statistiques, la psychosociologie du travail, la psychologie de l'orientation et la méthodologie de recherche.
Pour la deuxième année la formation se fonde sur les méthodologies de recherches et la réalisation d'un mémoire de recherche dont le sujet s’inscrit dans l’une des thématiques de la formation.
Les inspecteurs en orientation, affectés dans des régions d'inspections, sont formés en petits nombres répondent aux besoins d'encadrement des conseillers dans les délégations provinciales de l'enseignement. Désormais, leur nombre jusqu'à nos jours reste insuffisant tout comme le nombre des conseillers.

## Au Québec
Dans les années 1960-70, le terme "Orienteur" a beaucoup été utilisé pour désigner les professionnels de l'orientation. Il s'agit d'ailleurs encore aujourd'hui d'un titre réservé qui ne peut être utilisé seulement que par les conseillers d'orientation membres de l'ordre (tout comme l'abréviation c.o.).
En anglais, on appelle les conseillers d'orientation sous le terme Vocational guidance counselor ou Guidance Counselor, qui sont aussi des titres réservés pour les c.o.
Pour exercer en tant que conseiller d'orientation au Québec, il faut obligatoirement être membre de l'Ordre des conseillers et conseillères d'orientation du Québec (OCCOQ).
Pour faire partie de l'Ordre, il faut nécessairement posséder un diplôme universitaire de maîtrise (équivalent du master en France) en Orientation (délivrée par l'une des quatre universités : Université du Québec à Montréal (UQAM), Université de Sherbrooke, Université Laval ou, en anglais, par l'Université McGill).
Toutefois, il est possible d'accéder au marché du travail avec l'obtention d'un baccalauréat (universitaire premier cycle de trois ans) en Développement de carrière, en Orientation ou même dans différents secteurs liés à la gestion des ressources humaines ; on ne peut cependant alors porter le nom de « conseiller en orientation » ni exercer les activités réservées à ceux-ci dans le Code des professions.

## En Suisse

### La formation des psychologues conseillers en orientation
Pour l'ensemble des cantons romands, le titre de psychologue conseiller en orientation s'obtient à l'issue d'une formation universitaire, soit par l'obtention d'une Maîtrise (ou licence dans l'ancien système) en Psychologie du Conseil et de l'Orientation, soit (ou en complément) par une formation postgrade (MAS en management, ressources humaines et carrières, anciennement DESS COMCO). Cette dernière formation est accessible pour des personnes ayant déjà obtenu une Maîtrise mais pas nécessairement spécifique à la psychologie du conseil et de l'orientation.
Le Master contient notamment des cours théoriques sur la psychométrie, les systèmes éducatifs suisses, les techniques cognitives et comportementales, ainsi que des pratiques de terrain consistant en des consultations réelles effectuées sous supervision. Les étudiants sont également formés à l'utilisation de tests d'aptitude et de questionnaires d'intérêts professionnels, de valeurs et de personnalité.
En français, la formation de psychologue conseiller en orientation est proposée uniquement à l’Université de Lausanne (UNIL). À noter qu'en Suisse, le titre officiel du "psychologue conseiller en orientation" tend à devenir "Conseiller-ère en orientation professionnelle, universitaire et de carrière". La perte progressive de la notion de "psychologue" dans le titre est imputable au statut et à la formation des conseillers suisses-allemands qui n'ont pas nécessairement un titre universitaire en psychologie[réf. nécessaire].
Il existe aussi une Validation des Acquis de l'Expérience du Conseiller-ère en orientation professionnelle, universitaire et de carrière.